# Sandman (Marvel)
Sandman, egentligen William Baker är en seriefigur skapad av Stan Lee och Steve Ditko för förlaget Marvel Comics som en superskurk i serien Spider-Man. Senare blev han även en återkommande skurk i serier som Fantastic Four och Avengers. På senare år har figuren blivit mer ambivalent och ofta tagit rollen som superhjälte. Under en period var han hedersmedlem i hjältegruppen Avengers. Sandmans superkrafter innebär att han kan ändra sin kropp till sand som han även kan forma om efter egen vilja, alltifrån mjuk och lättrörlig till stenhård form.

## Krafter
Sandman kan förvandla allt på sin kropp till sand och förvandla det till sina olika former. Sandman har också övermänsklig styrka. Med hans sandkrafter så kan hans styrka växa mycket. Och ju mer sand han har i närheten, desto större kan han bli.

## I andra medier
Sandman är tillsammans med Venom skurken i filmen Spider-Man 3. Han är där den skyldige bakom mordet på Ben Parker, Peter Parkers farbror. Hans riktiga namn är Flint Marko och Peter drömmer mardrömmar om honom. Under en flykt från polisen tar sig Flint in på ett forskningsområde där han ramlar ner i en slags generator där han genom en omvandling blir Sandman. Senare en dag när han går i tunnelbanan dyker mörka Spindelmannen upp och de två slåss mot varandra. Spindelmannen med sin våldsamhet lyckas slå ner honom från tunnelbanestationen och spola iväg honom genom att tömma vattnet ur en av dammarna. Senare träffar han Venom och de förenas för att döda Spindelmannen. Sandman kan bli till en jätte. När han är på väg att slå till Spindelmannen sprängs ansiktet av sand bort av en av bomberna som Harry Osborn placerat där. Harry hjälper senare Spindelmannen genom att hindra Sandman från att nå honom. Han offrar sig dessutom för att Peter Parker ska överleva.
Sandman är den enda välkända skurken som inte dök upp i TV-serien Spindelmannen från 1994. Anledningen var att James Cameron planerade att göra en Spindelmannenfilm där Sandman och Electro skulle vara skurkarna. Skaparna till TV-serien ville därför inte "avslöja" handlingen om filmen och lämnade dem utanför. När filmen inte blev av introducerades Electro i TV-serien, men Sandman förblev dock osedd. En annan skurk som kallas Hydro-Man fick däremot en liknande roll i TV-serien.
Han dök däremot upp i den nyare TV-serien om Spindelmannen som heter "Spectacular Spiderman". Denna serie har inte kommit till Sverige ännu.